# جمال عبد الرحيم
جمال عبد الرحيم مؤلف موسيقي مصري وهو أول من درس التأليف أكاديمياً في أوروبا، وهو مؤسس قسم التأليف الموسيقي بالمعهد العالى الموسيقى "الكونسيرفتوار" في مصر.

## حياته
ولد جمال عبد الرحيم بالقاهرة عام 1924م لوالد عاشق للموسيقى العربية، وكان والده يعزف على عدة الآت شرقية واخترع فلوت لعزف ارباع الاصوات، من هنا بدات صله جمال عبد الرحيم بالبيانو منذ صغره، فعلم نفسه العزف الغربي، وعندما ألتحق بجامعة القاهرة بكلية الآداب لدراسة التاريخ اتيحت له فرصه لدراسة العزف على البيانو الهارمونيكا، وبعد تخرجه وحصوله على ليسانس الآداب عام 1945م سافر في بعثه إلى ألمانيا لدراسة التاليف الموسيقى بها بأكاديمية فرايبورغ من العام 1951م وحتى 1957م.
وبعد عودته اشتغل بالتدريس في الكونسرفتوار منذ انشائه، ثم اسس أول قسم لتدريس التاليف الموسيقى في العالم العربي وراسه حتى عام 1985 وتخرج على يديه منه عدد كبير من المؤلفين المصريين والعرب من الجيل الثالث والرابع كان من أهمهم:أحمد الصعيدي، جمال سلامة، راجح داوود، مونا عنيم، ود.محمد عبد الوهاب عبد الفتاح.

## فلسفته الموسيقية
كان جمال عبد الرحيم يكرس مجهوده في البحث عن أسلوب موسيقي تندمج فيه عناصر التراث المصري بشقيه الشعبي والتقليدي مع عناصر منتقاة من الموسيقى الغربية المعاصرة، حيث استنبط لنفسه أسلوبا خاصا وفق بين جوهر الموسيقى العربية وبين التاليف الغربي المعاصر، وتوصل لاندماج فنى رفيع بين جوهر الموسيقى المصرية التقليدية والشعبية وبين بعض تقنيات موسيقى القرن العشرين وأسلوبه يعتمد على الالحان المقامية بأبعادها المميزة (التانيه الزائده في فصيله الحجاز والرابعه الناقصه في الصبا بأنواعه) وتتميز أعماله بابتكار وخيال تلوينى باهر، وهو أول من استخدم الات الإيقاع الغربي الحديثة مثل الفبرافون والماريمبا وغيرها في مصر جنبا إلى جنب مع الآت الإيقاع الشعبية المصرية مثل البندير والدربكه والدف كعناصر تلوينية شيقة.

## أعماله
كتب جمال عبد الرحيم العديد من مؤلفات موسيقى الحجرة والكورال والأوركسترا والباليه والموسيقى تصويرية ونال الكثير من الجوائز والأوسمة منها جائزة جمال عبد الناصر ووسام العلوم والفنون وجائزة الدولة في التأليف الموسيقي عن موسيقى «موال من مصر» عام 1973م، كما ترجمت العديد من مؤلفاته إلى اللغات الأوروبية، ونشرت عنه دور النشر الغربية والعربية.
من أهم أعماله في مجال موسيقى الحجرة «ثنائية الفيولينة والتشيللو»، وفي مجال الابداع الاوركسترالى «روندو بلدى» وباليه "حسن ونعيمة"، وبالية ازوريس عام 1984م والذي يحكى أسطورة ايزيس واوزوريس الفرعونية.
وقد وصفت موسيقاه بانها النظير الموسيقى لما حققه حسن فتحي في العمارة المصرية، وكتب عنه الناقد الالمانى شتوكنشمنت «ان موسيقاه اندماج عضوى بين روح الشرق وتكنيك الغرب يمثل خطوه ابعد من بارتوك»
وقد اصدرت هيئه فولبرايت الأمريكية المصرية كتابا تذكاريا عنه عام 1993م، كما ترجمت بعض أعماله الغنائية وقدمت في سويسرا وسجلت على اسطوانة أوركسترا الأوبرا الغنائية «الصحوة» وهي من أشعار صلاح عبد الصبور وتأليف جمال عبد الرحيم.
وقد أقيمت في العام 2005 احتفالية بدار الأوبرا المصرية لذكرى مرور 80 عاما على ميلاد المؤلف الموسيقي جمال عبد الحيم قدمت فيها عدد من أعماله.

## وفاته
توفي المؤلف الموسيقي جمال عبد الرحيم في العام 1988م، وقد كان متزوج من المؤرخة الموسيقية الراحلة د. سمحة الخولي، أنجب منها بنتًا واحدة هي عازفة الفيولينة بسمة عبد الرحيم، وهي متزوجة من عازف التشللو كامل صلاح الدين.

## روابط خارجية
- جمال عبد الرحيم على موقع ميوزك برينز (الإنجليزية)
- جمال عبد الرحيم على موقع أول ميوزيك (الإنجليزية)